# Atari
Atari — бренд, заснований в 1972 році, що за час свого існування належав кільком компаніям зі всього світу. На 2024 рік власником цієї торгової марки є Atari SA (раніше Infogrames) через їх дочірню компанію Atari Interactive. Оригінальна Atari, Inc., заснована в Саннівейлі, Каліфорнія в 1972 році Ноланом Бушнеллом і Тедом Дабні, була флагманом аркадних ігор та домашніх відеоігрових систем того часу. Вважається що продукція компанії, зокрема відеогра Pong і домашня ігрова консоль Atari 2600, задали основу стандартам індустрії електронних розваг в 1970—80-х роках. 
У 1984 році, в результаті тодішньої кризи ігроіндустрії, підрозділи Atari, Inc., що відповідали за розробку домашніх систем були продані компанії Tramel Technology Ltd., яка пізніше змінила назву на Atari Corporation. Atari, Inc. були перейменовані на Atari Games Inc. та зберегли за собою права на використання логотипу і назви бренду, але з доданим уточнюючим текстом «Games» для своєї майбутньої продукції. У 1996 році Atari Corporation об'єдналися з виробником дискових накопичувачів JT Storage, ставши їх дочірнім підрозділом. У 1998 році Hasbro Interactive викупили всю ІВ Atari Corporation, створивши нову дочірню компанію Atari Interactive.
В 2001 році Infogrames Entertainment (IESA) викупили Hasbro Interactive, перейменувавши її в Infogrames Interactive. Пізніше, в 2003 році, під час реструктуризації IESA, Infogrames Interactive перейменували на Atari Interactive. Інший підрозділ IESA, Infogrames Inc., того ж року змінили назву на Atari, Inc., передавши ліцензію на назву та логотип «Atari» своїй іншій дочірній компанії. У 2008 році IESA завершила придбання всього пакету акцій Atari, Inc., зробивши її дочірньою компанією та ставши одноосібним власником бренду. У 2009 році IESA перейменувалися в Atari SA, пізніше в 2013 компанія пережила банкрутство та станом на 2024 рік провела реструктуризацію, зосередившись на ремейках класичних відеоігор та блокчейні. 

## Історія

### Atari Inc. (1972—1984)
У 1971 році Нолан Бушнелл і Тед Дабні заснували невелику інженерну компанію Syzygy Engineering, що розробила першу в світі комерційно доступну аркадну відеогру Computer Space. 27 червня 1972 року ці двоє розробників зареєстрували компанію Atari, Inc. і незабаром найняли Алана Алкорна на посаду інженера-конструктора, котрий згодом створив відеогру Pong, що мала величезний комерційний успіх і стала культовою в, на той час, доволі молодій ігроіндустрії.
У 1973 році, з метою обійти вимоги дистриб'юторів щодо ексклюзивності, Atari таємно створили компанію-конкурента під назвою Kee Games, що очолив близький друг Нолана Джо Кінан. Це дозволило Atari в особі двох фірм продавати майже одну й ту ж гру різним дистриб’юторам, кожен з яких отримував «ексклюзивну» угоду на Pong від Atari і Tank від Kee. Через рік Kee Games була поглинута Atari, а Кінана призначили її президентом.
У 1975 році дочірня компанія Atari, Inc. Cyan Engineering почала розробку універсальної консолі, на якій можна було грати в усі існуючі ігри Atari. Результатом стала Atari Video Computer System, або VCS (пізніше перейменована на 2600). Флагманська модель ціною в $199 (еквівалент 39,5 тис гривень в 2023 році) включала саму консоль, два джойстики, пару падлів і ігровий картридж Combat. Розуміючи, що має на руках потенційний хіт, Бушнелл не мав достатньо коштів для повноцінного випуску цієї консолі на ринок, тож було прийнято рішення залучити зовнішніх інвесторів, продавши Atari, Inc. компанії Warner Communications у 1976 році за $28 млн. Впродовж наступних років Нолан та керівництво Warner вступили в конфлікт щодо управління компанією, що закінчилось ліквідацією Kee Games у 1978 році та звільненням самого засновника Atari, Inc. після особливо бурхливої суперечки.
Розробка наступника 2600 почалася відразу після релізу консолі. Підрахувавши, що термін служби Atari 2600 складав близько трьох років, розробники вирішили створити найпотужнішу з можливих за цей період часу консоль. Приблизно в цей період почався розквіт домашніх комп’ютерів, що надихнуло розробників на додавання клавіатури та інших функцій в Atari 800 і її меншого брата, 400. Нові системи мали певний успіх на релізі в 1980 році. Пізніше, в 1982 році, Atari випустили ігрову консоль наступного покоління — Atari 5200, яка не знайшла позитивного прийому серед користувачів через несумісність з ігровою бібліотекою 2600, невелику кількість сумісних з нею ігор і ненадійні контролери.
Під керівництвом голови та генерального директора Warner і Atari Рея Касара компанія досягла найбільшого успіху, продавши мільйони консолей 2600 і домашніх комп'ютерів. На піку свого розвитку Atari становила третину річного доходу Warner і була компанією, що розвивалася найшвидше в історії США того часу. На початку 1980-х, зіткнувшись з жорсткою конкуренцією та ціновими війнами на ринках ігрових консолей і домашніх комп’ютерів, Atari так і не змогли повторити успіх 2600.
За цими проблемами прийшла криза ігроіндустрії у 1983 році, що принесла компанії збитками більше ніж $500 млн. Ціна акцій Warner впала в три рази і компанія почала шукати покупця для свого проблемного підрозділу, в той час як Рей Касар пішов у відставку. Фінансові проблеми наростали і наступник Кассара, Джеймс Дж. Морган, мав менше року, щоб це вирішити. Він розпочав масштабну реструктуризацію та у травні 1984 року разом з Warner Communications запустив створення «NATCO» (акронім від New Atari Company). Таємно від Моргана та вищого керівництва Atari, Inc., Warner Communications вели переговори з Tramel Technology щодо продажу підрозділів з розробки домашніх систем під брендом Atari. 1 липня 1984 року компанія Джека Трам'єля викупила ряд підрозділів Atari, Inc. за $240 млн у вигляді векселів та акцій. Warner в свою чергу отримали 20% акцій Tramel Technology, яка була перейменована в Atari Corporation. Warner зберегли за собою підрозділ розробки ігор, перейменувавши той на Atari Games, але продали його Namco в 1985 році.

### Atari Corporation (1984—1996)
Atari Corporation під керівництвом Трам'єля взялись за розробку нового 16/32-розрядного покоління комп’ютерних систем бренду — Atari ST, котрі надійшли на полиці магазинів у вересні 1985 року. У квітні того ж року було випущено оновлення 8-розрядної лінійки — системи серії Atari XE. Пізніше, у 1986 році, компанія випустила ще дві консолі, розроблені в період під керівництвом Warner — Atari 2600jr і Atari 7800. Вже через два роки після переходу під командування Джека Трам'єля, компанія відновилася, отримавши того року $25 млн прибутку.
У 1987 році Atari придбали мережу роздрібних магазинів побутової техніки Federated Group за $67,3 млн, забезпечивши для себе місце на полицях у понад 60 магазинах Каліфорнії, Арізони, Техасу і Канзасу в той час, як великі американські магазини електроніки уникали продавати техніку під брендом Atari, а дві третини продукції Atari розповсюджувалось на європейському ринку. Federated Group було продано Silo пізніше в 1989 році.
У 1988 році компанія представила нове покоління домашніх систем Atari ST і випустила свій перший комп’ютер паралельних обчислень, хоча розроблена ними лінійка трансп’ютерів так і не досягла комерційного успіху. У 1989 році Atari випустили портативну консоль із кольоровою графікою Atari Lynx, яка викликала шалений ажіотаж, ставши хітом продажів. Проте до різдвяного сезону консоль не встигли випустити в достатній для насичення ринку кількості, тож Lynx поступилася значною частиною ринку консолі Game Boy від Nintendo, яка, незважаючи на чорно-білий дисплей, була дешевшою, мала довший час автономної роботи та була більш розповсюдженою в магазинах. 
Незважаючи на те, що Трам'єль віддавав перевагу розвитку комп’ютерів, а не ігрових консолей, власна комп’ютерна архітектура й операційна система Atari програли успішному тандему Wintel, котрий майже одноосібно зайняв відповідну нішу тільки-но відродженого ігрового ринку. У 1989 році Atari Corp. подали судовий позов на $250 млн проти Nintendo, стверджуючи, що ті мали незаконну монополію на ринку портативних систем. Зрештою окружний суд США відхилив ці обвинувачення у 1992 році. У 1993 році Atari позиціонувала свій Jaguar як єдину існуючу 64-розрядну інтерактивну розважальну медіа-систему, що не врятувало ту від комерційного провалу.
До 1996 року серія успішних судових процесів принесла Atari мільйони доларів, проте невдачі Lynx та Jaguar залишили компанію без продукту для продажу. Трам'єль також планував свій вихід з бізнесу, тож результатом стала швидка зміна власників. У липні 1996 року Atari об'єдналися з виробником жорстких дисків JTS Inc., що недовго проіснувавши, еволюціонували в JTS Corp. Роль компанії тепер обмежувалась зберіганням за собою прав власності на бренд Atari та незначною підтримкою раніше випущених виробів. Як результат — ім'я Atari на довгі роки зникло з ринку домашніх медіасистем, де ще недавно вони займали провідне місце.

### Atari Games (1984—1999)
Після продажу підрозділів розробки домашніх систем Джеку Трем'єлю, Atari, Inc. перейменували на Atari Games Corporation. Atari Games зберегли більшість своїх співробітників підрозділу монетизованих ігор, що продовжили роботу над вже розпочатими проєктами. У 1985 році контрольний пакет акцій цього підрозділу було продано Namco, котрі залишили за ним назву Atari Games. Warner, в свою чергу, перейменували залишки колишньої Atari Games на Atari Holdings, яка продовжувала працювати як пасивна дочірня компанія до 1992 року. Тим часом Namco втратили інтерес до управління Atari Games, у 1987 році продавши 33% акцій групі співробітників на чолі з тодішнім її президентом Хідеюкі Накадзімою.
Atari Games продовжували розробляти аркадні ігри та системи, а з 1988 року також продавали картриджі для Nintendo Entertainment System під торговою маркою Tengen, включаючи власну версію Tetris. Наприкінці 1980-х років компанії обмінялися низкою судових позовів пов’язаних із суперечками щодо прав на Tetris і обходом Tengen чіпа блокування, який перешкоджав стороннім компаніям створювати неавторизовані Nintendo ігри. У 1994 році за рішенням суду Atari Games виплатили Nintendo компенсацію за грошові збитки та неправомірне використання чужих патентних ліцензій.
У квітні 1996 року компанію було продано власнику аркадних брендів Williams, Bally і Midway, компанії WMS Industries, які відновили використання назви Atari Games. 19 листопада 1999 року Atari Games Corporation було перейменовано в Midway Games West Inc., у результаті чого назва Atari Games з тих пір не використовувалася.

### Hasbro Interactive (1998—2000)
13 березня 1998 року JTS продали назву бренду та активи Atari компанії Hasbro Interactive за $5 млн, що було в п'ять разів менше за суму витрачену Warner Communications при купівлі цього бренду 22 роки тому. Ця трансакція передусім стосувалась бренду та ІВ, які тепер переходили під юрисдикцію Hasbro Interactive, а конкретно їх підрозділу під назвою Atari Interactive. Назва бренду знову змінилася в грудні 2000 року, коли французький видавець програмного забезпечення Infogrames придбав Hasbro Interactive.

### Atari SA (2001—теперішній час)
У жовтні 2001 року Infogrames Entertainment SA (IESA, тепер Atari SA) оголосили про «перезапуск» бренду Atari, випустивши три нові гри: Splashdown, MX Rider і Transworld Surf. 8 травня 2003 року IESA перейменували свою американську самостійну дочірню компанію Infogrames, Inc., в якій вони на той час тримали мажоритарний пакет акцій, на Atari, Inc., а свій європейський підрозділ — на Atari Europe, залишивши без змін назву основної компанії Infogrames Entertainment. Пізніше, 9 жовтня 2008 року Infogrames викуплять всі акції Atari, Inc. за $11 млн, що зробить їх одноосібним власником бренду Atari.
Між 2004 та 2011 роками Atari виробляли і просували на ринку ретро-консолі Atari Flashback, за дизайном нагадуючі класичну Atari 2600. З 2011 року ці консолі виробляються компанією AtGames за ліцензією від Atari. Продовженням цієї серії стала портативна консоль Atari Flashback Portable, що вийшла на ринок в 2016 році. Також у квітні 2011 року Atari перевипустили свій каталог класичних ігор для мобільних пристроїв під назвою Atari's Greatest Hits.
У вересні 2008 року Infogrames спільно з Namco Bandai Games створили спільне підприємство під назвою Distribution Partners з метою перегрупування розповсюджувальних операцій Infogrames в Європі, Азії, Африці та Південній Америці. Компанія на 34% належала Namco Bandai та на 66% — Atari. У грудні 2008 року Infogrames придбали розробника багатокористувацьких онлайн-ігор Cryptic Studios за $26,7 млн готівкою, оголосивши про перехід на нову бізнес-стратегію, що зосереджена на онлайн-іграх. Незважаючи на реструктуризацію проведену в ті роки, Infogrames мали великі борги, що з роками тільки росли. За 2008 фінансовий рік компанія опублікувала $72,17 млн чистих збитків, а у 2009 фінансовому році ця сума зросла до $319,33 млн. Важкий фінансовий стан компанії, що так і не покращився до 2013 року, призвів до банкрутства Atari, Inc., Atari Interactive та Humongous, про що ці компанії подали судове клопотання 21 січня 2013 року. Цілий рік зайняло у компаній подолання цієї кризи і в 2014 році всі три вийшли з банкрутства та сконцентрувались на розробці онлайн-казино ігор під брендом Atari Casino. За словами тодішнього керівника всіх трьох компаній Фредеріка Шене, їхні загальні операції тоді здійснювалися командою всього з 10 осіб. Пізніше, з 2015 року, Atari оголосили про нову стратегію, що буде зосереджена на перевиданні вже існуючих франшиз в каталозі Atari, права на які вдалося зберегти після банкрутства.
У червні 2017 року компанія анонсувала нову консоль, що отримала назву Atari VCS, а щоб мінімізувати будь-які фінансові ризики, її фінансування було запущено через краудфандингову кампанію. Консоль вийшла в реліз вже через три роки — 16 грудня 2020 року перші ексклюзивні одиниці Atari VCS надійшли спонсорам краудфандингової кампанії, а Atari закликали їх залишити детальний відгук про систему, щоб розробники могли внести необхідні зміни для покращення продукту після його офіційного запуску на масовий ринок.
У 2020 році Atari увійшли на ринок криптовалют у рівноправному партнерстві з ICICB, зареєструвавши власну криптовалюту Atari Token. Передбачався запуск ігрової онлайн-платформи з використанням криптовалют, включаючи так звані «токени Atari». У березні 2021 року Atari розширили партнерство з ICICB Group для відкриття готелів під брендом Atari, перші з яких мали бути побудовані в Дубаї, Гібралтарі та Іспанії з можливістю подальшого розширення на Європу, Африку та Азію. У квітні 2021 року компанія провела чергову реструктуризацію, розділившись на два підрозділи: Atari Gaming з орієнтиром на відеоігри і Atari Blockchain, що зосередиться на блокчейні та пов'язаній з ним діяльності. 5 липня 2021 року Atari Gaming оголосили про план повного повернення до видавництва ігор і зменшення акценту на безкоштовних і мобільних іграх, що призведе до можливого закриття Atari Casino. 24 листопада 2021 року компанія оголосила, що інвестувала $500 тис в стрімінгову платформу ретро-відеоігор Antstream і уклали угоду про потенційну купівлю MobyGames за $1,5 млн. У квітні 2022 року компанія розірвала всі ліцензійні угоди з ICICB, а також відкликала ліцензії на готелі та розпустила їхній спільний блокчейн-бізнес.
У 2023 році Atari розпочали серію придбань ІВ. У березні вони придбали права на 12 тайтлів компанії Stern Electronics, пізніше того ж місяця повідомили про придбання Nightdive Studios за $10 млн та понад сотні тайтлів із каталогів Accolade, MicroProse, GT Interactive та Infogrames, які після банкрутства компанії перейшли у власність Tommo/Billionsoft. У травні компанія отримала права на понад десяток ігор M Network, а у другій половині 2023 року придбала веб-сайт присвячений історії ігор Atari, AtariAge, та декілька тайтлів від Ronimo Games.